# Scuola diabolica per ragazze
Scuola diabolica per ragazze (Satan's School for Girls) è un film per la televisione del 2000 di Christopher Leitch, con protagonista Shannen Doherty.
Prodotto da Aaron Spelling, la pellicola è un rifacimento di Satan's School for Girl, film TV del 1973 sempre prodotto da Spelling e con protagonista Kate Jackson. Le riprese sono state effettuate a Montréal, in Canada.
Trasmesso in prima visione da ABC il 13 marzo 2000, in Italia è stato trasmesso il 25 aprile 2001 da Rai 2.

## Trama
Beth si iscrive sotto falso nome di Karen al Fallbridge College, un college per sole ragazze dove aveva trovato la morte sua sorella Jenny. Ufficialmente la polizia aveva archiviato il caso di Jenny come suicidio, ma Beth incuriosita da alcune lettere inviate dai "Cinque" alla sorella prima di morire, vuole vederci chiaro. Scopre subito che all'interno esiste una setta satanica formata da piccole streghe, appunto i Cinque, che vogliono espandere il proprio potere e diventare le cinque donne più potenti al mondo.